# 博雷爾求和
在數學上，博雷爾求和（英語：Borel summation）是一種发散级数的求和方法。這種求和法是由埃米尔 博雷尔 （1899）提出的，在處理發散的渐近展开時尤其有用。博雷爾和有時也會以其他形式出現，它的一般推廣是米塔-列夫勒和。

## 定義
博雷爾求和大致上有兩種形式，它們僅在適用範圍上有差異；但整體上兩個方法是一致的，意思是，只要能適用於同一級數，則它們必定得到同樣的答案。
設A(z)是z的一個形式冪級數
{\displaystyle A(z)=\sum _{k=0}^{\infty }a_{k}z^{k}}，
則定義A的博雷爾變換為其等價冪級數
{\displaystyle {\mathcal {B}}A(t)\equiv \sum _{k=0}^{\infty }{\frac {a_{k}}{k!}}t^{k}}。

### 博雷爾指數求和
設An(z)為下列部分和：
{\displaystyle A_{n}(z)=\sum _{k=0}^{n}a_{k}z^{k}}。
博雷爾和的一種較弱的形式定義A的博雷爾和為
{\displaystyle \lim _{t\rightarrow \infty }e^{-t}\sum _{n=0}^{\infty }{\frac {t^{n}}{n!}}A_{n}(z)}。
若此極限在某個z ∈ C時收斂至a(z)，則稱A的弱博雷爾和收斂於z，並記為{\displaystyle {\textstyle \sum }a_{k}z^{k}=a(z)\,({\boldsymbol {wB}})}.

### 博雷爾積分求和
假設上述的博雷爾變換在實數上收斂，且下列的反常積分有意義，則A的博雷爾和定義為
{\displaystyle \int _{0}^{\infty }e^{-t}{\mathcal {B}}A(tz)\,dt.}
若積分在某個z ∈ C時收斂於a(z)，則稱A的博雷爾和在z收斂，並記為 {\displaystyle {\textstyle \sum }a_{k}z^{k}=a(z)\,({\boldsymbol {B}})}。
實際上，積分求和法的條件中，博雷爾變換無需對所有t都收斂，只需在0附近收斂為t的一個解析函數，且它在正半軸上解析連續即可。

## 基本性質

### 正定性
(B)和(wB)兩者都是正定的求和法，意味着若A(z)收斂，則博雷爾和與弱博雷爾和兩者都會收斂，並且其值等於原級數的值，亦即：
{\displaystyle \sum _{k=0}^{\infty }a_{k}z^{k}=A(z)<\infty \quad \Rightarrow \quad {\textstyle \sum }a_{k}z^{k}=A(z)\,\,({\boldsymbol {B}},\,{\boldsymbol {wB}})}。
(B)的正定性容易由下式看出，若A(z)在z收斂，則
{\displaystyle A(z)=\sum _{k=0}^{\infty }a_{k}z^{k}=\sum _{k=0}^{\infty }a^{k}\left(\int _{0}^{\infty }e^{-t}t^{k}dt\right){\frac {z^{k}}{k!}}=\int _{0}^{\infty }e^{-t}\sum _{k=0}^{\infty }a_{k}{\frac {(tz)^{k}}{k!}}dt}，
其中最右式正是原級數在z處的博雷爾和。
(B)和(wB)的正定性代表了此方法可以提供A(z)的解析延拓。

### 博雷爾和與弱博雷爾和的等價性
對任意的級數A(z)，若它在z ∈ C處是弱博雷爾可求和的，則必定是博雷爾可求和的。然而，可以構造 一個例子，使得其弱博雷爾和發散，但博雷爾和收斂。以下的定理表明了兩者的等價性。
定理 (Hardy 1992，8.5)
設A(z) 是一個形式冪級數，並限定z ∈ C，則：
1. 若{\displaystyle {\textstyle \sum }a_{k}z^{k}=a(z)\,({\boldsymbol {wB}})}，則{\displaystyle {\textstyle \sum }a_{k}z^{k}=a(z),({\boldsymbol {B}})}。
2. 若{\displaystyle {\textstyle \sum }a_{k}z^{k}=a(z)\,({\boldsymbol {B}})}，且{\displaystyle \lim _{t\rightarrow \infty }e^{-t}{\mathcal {B}}A(zt)=0}，則{\displaystyle {\textstyle \sum }a_{k}z^{k}=a(z)\,({\boldsymbol {wB}})}。

### 與其他求和法的關聯
- (B) 是米塔-列夫勒求和法在α = 1時的特殊情況。
- (wB) 可視為廣義歐拉求和法(E,q) 一個有限制的形式，其中{\displaystyle q\rightarrow \infty }。

## 例子

### 幾何級數
考慮幾何級數
{\displaystyle y(z)=\sum _{k=0}^{\infty }z^{k}}
當 |z| < 1時，收斂到 1/(1 − z)。它的博雷爾變換為
{\displaystyle {\mathcal {B}}y(t)\equiv \sum _{k=0}^{\infty }{\frac {1}{k!}}t^{k}=e^{t}}
因此，上述級數的博雷爾和為
{\displaystyle \int _{0}^{\infty }e^{-t}{\mathcal {B}}y(tz)\,dt=\int _{0}^{\infty }e^{-t}e^{tz}\,dt={\frac {1}{1-z}}}
然而，這個積分能在更大的範圍 Re(z) <  1 內收斂到 1/(1 − z)，也就是原級數的和。
另外，對原級數使用弱博雷爾求和法，則其部分和為AN(z) = (1-zN+1)/(1-z)，因此其弱博雷爾和為
{\displaystyle \lim _{t\rightarrow \infty }e^{-t}\sum _{n=0}^{\infty }{\frac {1-z^{n+1}}{1-z}}{\frac {t^{n}}{n!}}=\lim _{t\rightarrow \infty }{\frac {e^{-t}}{1-z}}{\big (}e^{t}-ze^{tz}{\big )}={\frac {1}{1-z}}}，
同樣在Re(z) < 1時收斂。這個結論可以由等價定理的第二部分看出，因為對Re(z) < 1，
{\displaystyle \lim _{t\rightarrow \infty }e^{-t}({\mathcal {B}}A)(zt)=e^{t(z-1)}=0}。

### 一個交替級數
級數
{\displaystyle y(z)=\sum _{k=0}^{\infty }k!\left(-1\cdot z\right)^{k}}
對任意非零的 z 都發散。它的博雷爾變換為 
{\displaystyle {\mathcal {B}}y(t)\equiv \sum _{k=0}^{\infty }\left(-1\cdot t\right)^{k}={\frac {1}{1+t}}}
對任意的|t| < 1 都成立，且於  t ≥ 0 上解析連續。
因此，上述級數的博雷爾和為
{\displaystyle \int _{0}^{\infty }e^{-t}{\mathcal {B}}y(tz)\,dt=\int _{0}^{\infty }{\frac {e^{-t}}{1+tz}}\,dt={\frac {1}{z}}\cdot e^{\frac {1}{z}}\cdot \Gamma \left(0,{\frac {1}{z}}\right)}
（其中Γ是指不完全Γ函數）
這個廣義積分對任意的 z ≥ 0 都收斂，所以原來的發散級數是對任意這樣的 z 博雷爾可求和的. 這個函數實際上是當 z 趨近於 0 時，原發散級數的一個漸近展開。從這個例子可見，一些發散的級數，亦有可能以博雷爾求和的方式求出“正確”的發散漸近展開式。

### 不滿足等價性的例子
以下是(Hardy 1992，8.5)所給出的例子的一個擴展。考慮
{\displaystyle A(z)=\sum _{k=0}^{\infty }\left(\sum _{l=0}^{\infty }{\frac {(-1)^{l}(2l+2)^{k}}{(2l+1)!}}\right)z^{k}.}
交換求和的順序後，上式的博雷爾變換為
{\displaystyle {\begin{aligned}{\mathcal {B}}A(t)&=\sum _{l=0}^{\infty }\left(\sum _{k=0}^{\infty }{\frac {{\big (}(2l+2)t{\big )}^{k}}{k!}}\right){\frac {(-1)^{l}}{(2l+1)!}}\\&=\sum _{l=0}^{\infty }e^{(2l+2)t}{\frac {(-1)^{l}}{(2l+1)!}}\\&=e^{t}\sum _{l=0}^{\infty }{\big (}e^{t}{\big )}^{2l+1}{\frac {(-1)^{l}}{(2l+1)!}}\\&=e^{t}\sin \left(e^{t}\right).\end{aligned}}}
在 z = 2 處，可求得博雷爾和為
{\displaystyle \int _{0}^{\infty }e^{t}\sin(e^{2t})dt=\int _{1}^{\infty }\sin(u^{2})du={\frac {\sqrt {\pi }}{8}}-S(1)<\infty ,}
其中 S(x) 表示菲涅耳積分。於是上述博雷爾積分對任意z ≤ 2 都收儉（但顯然積分對 z > 2發散）。
至於求弱博雷爾和時，注意到
{\displaystyle \lim _{t\rightarrow \infty }e^{(z-1)t}\sin \left(e^{zt}\right)=0}
僅對 z < 1 成立，因此，實際上求得的弱博雷爾和只在一個較小的範圍內收斂。